# 王琼 (五代十国)
王琼（？—947年），五代时澶州反抗契丹贵族的义军首领，澶州（治今河南省濮阳市南）人。
后晋开运三年（946年），契丹攻取汴梁（今河南开封市），灭后晋，契丹军队分番剽掠。辽太宗大同元年（947年），耶律德光以耶律朗五为澶州节度使。耶律郎五性贪婪，非常残暴，劫掠财帛，澶州吏民不堪其苦。王琼时任地位低下的水运什长，在正月与夏津义军首领张乙联合，率领一千多人，沿黄河而上，趁夜袭击占领了澶州南城，杀守将。继而又北渡浮桥，攻入北城，纵兵劫掠，将郎五围困于北城牙城之中。双方激战数日。耶律郎五恐慌欲逃，耶律德光派兵大军救澶州，王琼败屯澶州近郊。王琼曾派其弟王超向割据太原的后晋河东节度使刘知远求援，二月二十七日，后汉高祖给予王超丰厚的赏赐，送他回澶州。不久，因寡不敌众，王琼战败，被契丹杀死。耶律德光初闻澶州之变，甚为恐惧，由此而无久留于黄河之南的心意。